# HŠK Zrinjski Mostar
HŠK Zrinjski Mostar is een Bosnische en Herzegovische voetbalclub uit Mostar.
De club werd in 1905 opgericht. Tijdens de Tweede Wereldoorlog speelde de club in de Kroatische competitie. Na de oorlog nam het communisme het land over en alle clubs die in de Kroatische competitie gespeeld hadden werden verbannen. Na de onafhankelijkheid van Bosnië en Herzegovina in 1992 werd de club heropgericht. Tot 2000 speelde de club in de Herzeg-Bosnië eerste liga, deze competitie was voor Kroatische clubs en werd door de UEFA niet als officieel erkend.
Vanaf 2000 werden de Kroatische clubs ook toegelaten, de Servische clubs moesten tot 2003 wachten. Na enkele plaatsen in de middenmoot werd Zrinjski verrassend kampioen in 2005. Het volgende seizoen mocht de club dus van Europees voetbal proeven en werd in de eerste voorronde geloot tegen F91 Dudelange uit Luxemburg, een haalbare kaart maar Dudelange versloeg Zrinjski in de terugwedstrijd met 4-0. In 2005/06 eindigde de club 3de wat nog recht gaf op een ticket voor de Intertoto Cup, daar werd de Zrinjski echter in de 2de ronde uitgeschakeld door Maccabi Petach Tikwa.
In 2023 was het de eerste club uit Bosnië-Herzegovina ooit die meedeed aan de groepsfase van een Europees toernooi. Hierin wonnen ze gelijk hun eerste wedstrijd, terwijl ze bij rust met 0-3 achterstonden, met 4-3 van AZ.

## Erelijst
- Landskampioen (9x)

2005, 2009, 2014, 2016, 2017, 2018, 2022, 2023, 2025
- Beker van Bosnië en Herzegovina (2x)

2008, 2023

## In Europa
HŠK Zrinjski Mostar speelt sinds 2000 in diverse Europese competities. Hieronder staan de competities en in welke seizoenen de club deelnam:
- Champions League (9x)

2005/06, 2009/10, 2014/15, 2016/17, 2017/18, 2018/19, 2022/23, 2023/24, 2025/26
- Europa League (8x)

2010/11, 2013/14, 2015/16, 2018/19, 2019/20, 2020/21, 2023/24, 2025/26
- Conference League (4x)

2022/23, 2023/24, 2024/25, 2025/26
- UEFA Cup (2x)

2007/08, 2008/09
- Intertoto Cup (2x)

2000, 2006